# 棟克爾湖
53°4′39″N 12°58′31″E / 53.07750°N 12.97528°E
棟克爾湖（德語：Dunkelsee），是德國的湖泊，位於該國東北部，由勃蘭登堡州負責管轄，處於東普里格尼茨-魯平縣，長0.3公里、寬0.2公里，面積0.04平方公里，海拔高度58米，最大水深3米。